# Limnoria bacescui
Limnoria bacescui är en kräftdjursart som först beskrevs av Ortiz och Lalana 1988.  Limnoria bacescui ingår i släktet Limnoria och familjen borrgråsuggor. Inga underarter finns listade i Catalogue of Life.